# Michael Kremer
Michel Robert Kremer (12 de novembre de 1964) és un economista nord-americà. El 14 d'octubre de 2019 va ser guardonat amb el Premi del Banc de Suècia en Ciències Econòmiques en memòria d'Alfred Nobel, juntament amb Abhijit Banerjee i Esther Duflo, "pels seus estudis experimentals per alleujar la pobresa global."

## Primers anys i educació
Kremer es va graduar a la Universitat Harvard (A.B. en Estudis Socials el 1985 i Ph.D. en Economia el 1992). Va ser postdoc en el Massachusetts Institute of Technology de 1992 a 1993, professor ajudant visitant a la Universitat de Chicago a la primavera de 1993, i professor en el MIT de 1993 a 1999. Des de 1999, ha estat professor a Harvard.

## Carrera
Kremer va enfocar els estudis en causes caritatives en un esforç per ajudar a les persones que sofreixen arreu del món. És membre de la American Academy of Arts and Sciences, receptor de la MacArthur Fellowship (1997) i de la Presidential Faculty Fellowship, i va ser nomenat Líder Juvenil Global pel <a href="./F%C3%B2rum%20Econ%C3%B2mic%20Mundial" rel="mw:WikiLink" data-linkid="undefined" data-cx="{&amp;quot;userAdded&amp;quot;:true,&amp;quot;adapted&amp;quot;:true}">Fòrum Econòmic Mundial</a>. Kremer és investigador associat en Innovations for Poverty Action, una organització de New Haven, Connecticut, dedicada a crear i avaluar solucions per als problemes de desenvolupament global i internacional. Kremer és membre de Giving What We Can, una societat internacional per a la promoció de l'alleujament de la pobresa. És el fundador o president de WorldTeach, una organització a Harvard que envia estudiants o acabats de graduar com a professors voluntaris durant un estiu o en programes d'un any a països en vies de desenvolupament de tot el món. És a més cofundador de Precision Agriculture for Development (PAD), organització que aprofita el creixement del telèfon mòbil per donar serveis d'assessoria a petits productors rurals.
Kremer va començar iniciatives de mercat, amb l'objectiu de crear mecanismes que recolzin el desenvolupament de les vacunes per al seu ús als països en desenvolupament, així com l'ús assajos aleatoris per avaluar intervencions en Ciències Socials. Va crear una reconeguda teoria en l'àmbit econòmic pel que fa a les capacitats dels béns complementaris, anomenada teoria del desenvolupament econòmic O-Ring de Kremer. L'any 2000 Kremer, conjuntament amb Charles Morcom, va publicar un estudi recomanant que els governs poden combatre la caça furtiva d'elefants emmagatzemant ivori i inundar el mercat si la població d'elefants baixa considerablement.
Kremer va proposar una de les explicacions més acceptades per al fenomen de la població en el sistema global del creixement hiperbòlic observada abans de principis dels anys 1970, com els mecanismes econòmics de la transició demogràfica. Kremer va liderar un panell de reformes en el sistema educatiu durant la Setmana de Creixement de la International Growth Centre el 2010.